# Prêmio RPC TV Melhores em Cena
Prêmio RPC TV Melhores em Cena é o maior prêmio destinado aos artistas e profissionais da televisão do estado do Paraná.
Concedido anualmente pelo Grupo Paranaense de Comunicação (GRPCom) aos filmes em curta-metragem apresentado no quadro 
Casos e Causos do programa Revista RPC. O prêmio ocorreu, pela primeira vez, em 2008 e o objetivo é a valorização e reconhecimento da produção e teledramaturgia do Paraná.